# 课堂内外
《课堂内外》创刊于1979年，是中国大陆教育类月刊，编辑部位于重庆市。创刊时杂志名为《科学爱好者》，后于1984年更名为《课堂内外》。1989年，《课堂内外》分为小学版、初中版、高中版独立发行。
《课堂内外（初中版）》在2018年被中华人民共和国国家新闻出版广电总局新闻报刊司评为2017年全国“百强报刊”。